# Fürth (Odenwald)
Fürth (Odenwald) é um município da Alemanha, situado no distrito de Bergstrasse, no estado de Hesse. Tem 38,41 km² de área, e sua população em 2019 foi estimada em 10.568 habitantes.